# Uniwersytet Satpajewa
Kazachski Narodowy Uniwersytet Techniczny im. K.I. Satpajewa (kaz. Қаныш Сәтбаев атындағы Қазақ ұлттық техникалық университеті, ros. Казахский национальный исследовательский технический университет имени К. И. Сатпаева) – kazachska uczelnia techniczna zlokalizowana w Ałmaty.
Poprzednikiem uczelni był Kazachski Instytut Górniczo-Metalurgiczny założony w 1934 roku w Ałmaty. Początkowo funkcjonowały na nim dwa wydziały: Górnictwa i Metalurgii. W 1941 uczelnia została połączona z ewakuowanym z Moskwy Instytutem Metali Nieżelaznych i Złota. Po wojnie w instytucie funkcjonowały trzy wydziały:Górnictwa, Metalurgii oraz Poszukiwań Geologicznych.
8 lipca 1960 uczelnia została przemianowana na Kazachski Instytut Politechniczny. Od 1970 roku nosiła imię Włodzimierza Lenina. W 1975 wydzielona z niej Instytut Energetyki (później przekształcony w Uniwersytet Energetyki i Telekomunikacji w Ałmaty). 26 lipca 1984 roku Kazachski Instytut Politechniczny im. Lenina w uznaniu zasług w kształceniu specjalistów i rozwijaniu badań naukowych został uhonorowany Orderem Czerwonego Sztandaru Pracy.
W 1994 roku, po rozpadzie Związku Radzieckiego i uzyskaniu niepodległości przez Kazachstan, Kazachski Instytut Politechniczny został przemianowany na Kazachski Narodowy Uniwersytet Techniczny. W 1999 roku, w setną rocznicę urodzin Kanysza Satpajewa uczelni nadano jego imię. W 2017 roku nazwę uczelni skrócono do Uniwersytet Satpajewa.

## Struktura organizacyjna
W skład uczelni wchodzą następujące jednostki organizacyjne:
- Instytut Informatyki
- Instytut Architektury i Budownictwa
- Instytut Automatyki i Telekomunikacji
- Instytut Ekonomii i Biznesu
- Instytut Poszukiwań Geologicznych
- Instytut Zaawansowanych Technologii i Zrównoważonego Rozwoju
- Instytut Budowy Maszyn
- Instytut Metalurgii, Inżynierii i Poligrafii
- Instytut Ropy Naftowej i Gazu